# John Paul Stevens
John Paul Stevens (20. dubna 1920 Chicago – 16. července 2019 Fort Lauderdale) byl americký právník, soudce Nejvyššího soudu Spojených států amerických od roku 1975 až do své dobrovolné rezignace v roce 2010. Během svého dlouhého působení v Nejvyšším soudu (byl druhým nejdéle sloužícím soudcem Nejvyššího soudu), psal názory na většinu témat amerického práva, jmenovitě občanských svobod, trestu smrti, vládních pravomocí a duševního vlastnictví. V případech, týkajících se amerických prezidentů, formuloval názor soudu, že i oni mohou být voláni k odpovědnosti podle amerického práva. Aćkoli byl registrovaným republikánem a většinu života zastával konzervativní názory, v posledních letech před odchodem na odpočinek byl považován za stoupence liberálního křídla Nejvyššího soudu.
Narodil se v Chicagu, během druhé světové války sloužil v americkém námořnictvu a poté získal právnické vzdělání na právnické fakultě Northwestern University. Začínal jako asistent soudce Nejvyššího soudu Wileyho Blounta Rutledge. Následně založil v Chicagu soukromou právnickou firmu, v níž se věnoval antimonopolnímu právu. Prezident Richard Nixon jej v roce 1970 jmenoval soudcem Odvolacího soudu pro sedmý okruh. Pět let nato jej prezident Gerald Ford nominoval do Nejvyššího soudu, na uprázdněné místo po soudci Williamu O. Douglasovi. Po úmrtí soudce Harryho Blackmuna v roce 1994 se stal seniorním soudcem. Na odpočinek odešel během vlády prezidenta Baracka Obamy a na jeho místo byla nominována Elena Kaganová.

## Přísaha viceprezidenta
- 20. ledna 2009 Joe Biden